# Андреас Зеєр Каппелен
Андреас Зеєр Каппелен (1915–2008), норвезький державний діяч, дипломат.

## Біографія
Народився 31 січня 1915 року в місті Ванк, Хедмарк, Норвегія.
З 1947 по 1957 — співробітник прокуратури в Ставангері.
З 1957 по 1958 — головний фінансовий уповноважений Ставангеру.
З 1958 по 1963 — міністр з питань місцевого самоуправління.
З 1963 по 1965 — міністр фінансів Норвегії.
З 1966 по 1967 — головний фінансовий уповноважений Ставангеру.
З 1967 по 1969 — окружний суддя Ставангеру.
З 1969 по 1981 — головний окружний суддя Ставангеру.
З 1971 по 1972 — міністр закордонних справ Норвегії.
З 1979 по 1980 — міністр юстиції Норвегії.
02.09.2008 — помер у Ставангері, Норвегія.